# Джирофтская культура

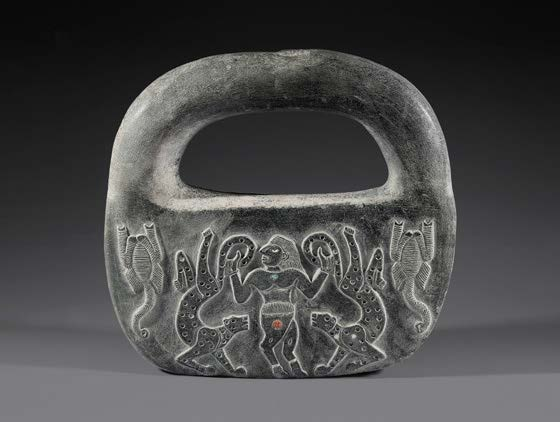
«Господин зверей» (англ.) из хлорита, Джирофт, около Кермана, 2500 до н. э., бронзовый век I, Иранский национальный музей

Джирофтская культура, перс. تمدن جيرفت‎, иногда также культура Хелиль-Руд — археологическая культура раннего бронзового века (III—I тыс. до н. э.), локализованная на территории современных иранских останов Систан и Керман.
Гипотеза о существовании самостоятельной джирофтской цивилизации была выдвинута на основании коллекции артефактов, конфискованных в Иране у «чёрных археологов». Предметы, как предполагается, происходили из местности Конар-Сандал близ посёлка Джирофт на реке Хелиль-Руд в южно-центральной части Ирана. Среди других археологических памятников, которые связываются с данной культурой — Шахри-Сухте (букв. «сожжённый город»), Тепе-Бампур, Эспиэдедж, Шахдад, Иблис, Тепе-Яхъя и ряд других.
Иранский археолог Юсуф Маджидзаде, руководивший археологическими раскопками в Джирофте, первым предложил рассматривать группу сходных археологических памятников как «самостоятельную цивилизацию бронзового века со своей собственной архитектурой и языком», занимавшей промежуточное географическое положение между Эламом на западе и Хараппским государством на востоке. Маджидзаде предполагал, что джирофтская культура могла быть упоминаемым в шумерских текстах царством Аратта, соперничавшим с Уруком.
Ряд исследователей со скептицизмом отнеслись к гипотезам Маджидзаде. Согласно альтернативной гипотезе (Даниэль Поттс, Пётр Штайнкеллер), джирофтская культура связана с загадочным городом-государством Мархаши, который, согласно документам той эпохи, находился к востоку от Элама.

## Открытие и раскопки
Ранее раскопки в Кермане проводил М. А. Стейн около 1930 г.
Важные раскопки в провинции Керман провели группы под руководством профессора Джозефа Колдуэлла из Музея штата Иллинойс в 1966 г. (Таль-и-Иблис) и Чарльза Ламберг-Карловски из Гарвардского университета в 1967 (Тепе-Яхья, долина Соган, Долатабад).
Многие артефакты, которые позднее были связаны с Джирофтом, были конфискованы у «чёрных копателей» — местных крестьян, грабивших археологические памятники в Джирофте до 2001 г., когда команда иранских археологов под руководством Юсуфа Маджидзаде начала здесь систематические раскопки. Археологи обнаружили на площади более 2 км². остатки города, датируемого как минимум концом 3 тыс. до н. э.
Добытые расхитителями могил артефакты, а также несколько сосудов, обнаруженных в ходе раскопок, относились к так называемому «межкультурному типу» керамики, известному в Месопотамии и на Иранском плато, а также из раскопок 1960-х гг. в близлежащем Тепе-Яхья.

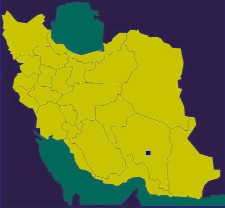
Местонахождение Джирофта в Иране

Гипотеза о «джирофтской цивилизации» не является общепринятой. Археолог Оскар Мускарелла из Метрополитен-музея считает, что раскопщики поспешили сделать сенсационные заявления, в то время как результаты раскопок публикуются с задержками. Также, по мнению Мускареллы, отнесение нижних стратиграфических слоёв к 4 тыс. до н. э. чрезмерно оптимистично. Несмотря на указанную критику, Мускарелла признаёт важность открытого памятника.
В ходе археологических раскопок было обнаружено множество предметов домашней утвари высокохудожественного исполнения, что свидетельствовало о существовании высокоразвитой цивилизации. Рядом с поселком Тепе-Яхья также был обнаружен один из ремесленных центров цивилизации Джирофта.
Известные ученым археологические слои цивилизации располагаются примерно на 400 м². территории.
Точных данных о происхождении данной цивилизации не имеется, существует лишь предположение о влиянии Джирофтской цивилизации на так называемую Бактрийско-Маргианскую культуру, возникшую позже и располагавшуюся севернее предполагаемого нахождения Джирофтской цивилизации.
По мнению Маджидзаде, геофизические данные французских исследователей говорят о существовании в регионе как минимум 10 исторических и археологических периодов, относящихся к различным культурам. Нижние стратиграфические слои находятся на глубине до 11 метров под землёй.

## Конар-Сандал (типичный памятник)
Типичный памятник Джирофтской культуры, Конар-Сандал, находится на двух холмах высотой 13 и 21 метр, и расположен 28°30′ с. ш. 57°48′ в. д.. На втором холме обнаружена двухэтажная цитадель с основанием около 13,5 гектаров.

## Предполагаемая письменность
По утверждениям Маджидзаде, он обнаружил надписи джирофтской культуры, выполненные письмом, напоминающим эламское линейное письмо и датируемые около 22 в. до н. э. Сообщение Маджидзаде было встречено со скептицизмом; так, Лолер (Lawler, 2007) цитирует Якоба Даля (Jacob Dahl), специалиста по древним текстам из Берлинского свободного университета, считающего найденные надписи поддельными.

## Джирофт и Аратта
По мнению иранского историка Джаханшаха Дерахшани (род. 1944), страна Аратта, упоминаемая в шумерских источниках, находилась на востоке Иранского плато, и её населяли древние арии, известные как Aratti или Artaioi. Около 1000 г. до н. э. аратты якобы переселились на юго-запад в Персиду (ныне провинция Фарс) и стали прямыми предками персов, а также парфян, бактрийцев и арахозийцев. Дерахшани ссылается на Геродота, согласно которому, парфяне также назывались Artaioi = Artaians, и на Гелланика Лесбосского, который описывал их как обитателей персидского региона Artaia. Греки называли обитателей региона Баригаза Arattii, Arachosi и Gandaraei — этот народ был покорён воинственными бактрийцами.

## Палеогенетика
У образца I8728 (2600—2500 лет до н. э.) из Шахри-Сухте определена Y-хромосомная гаплогруппа J2a1a-L26.